# 柳まつり

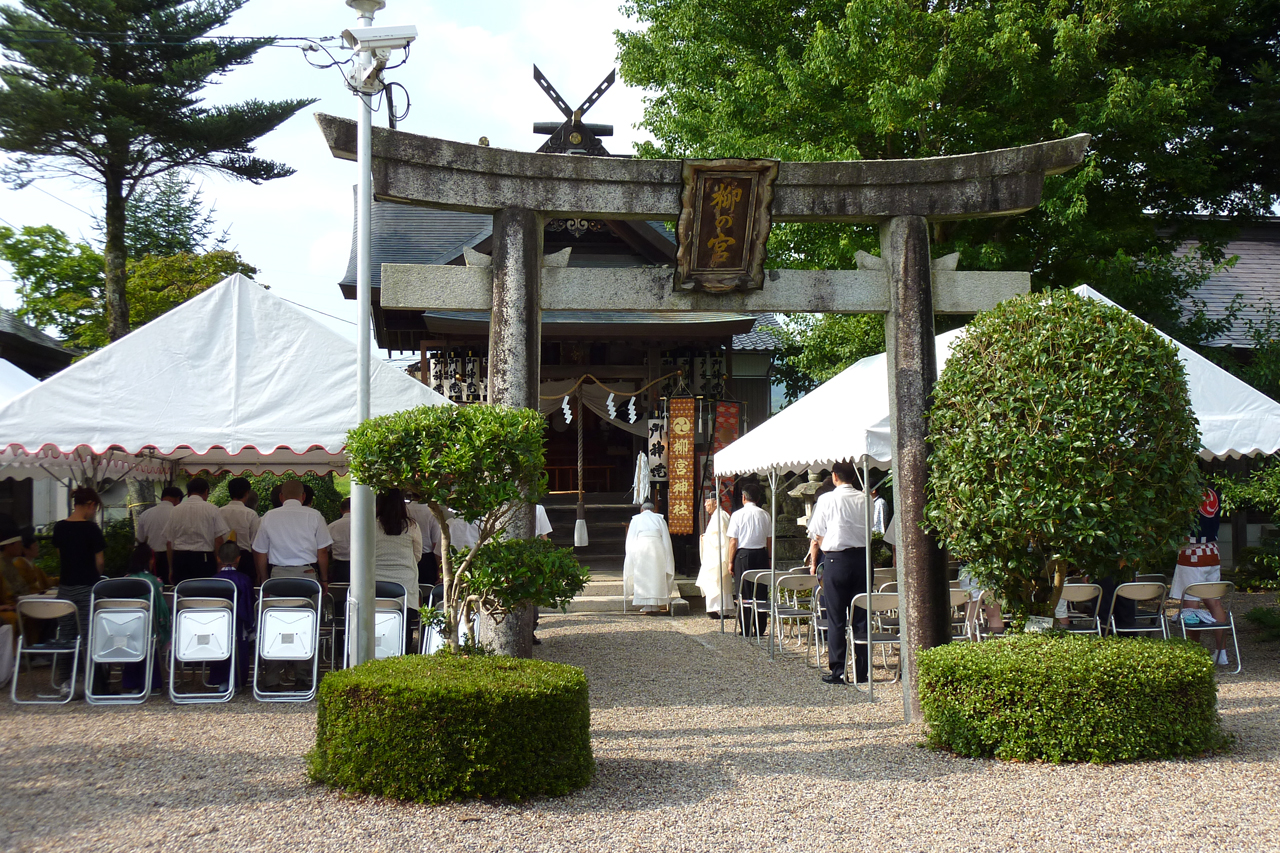
柳の宮 例大祭

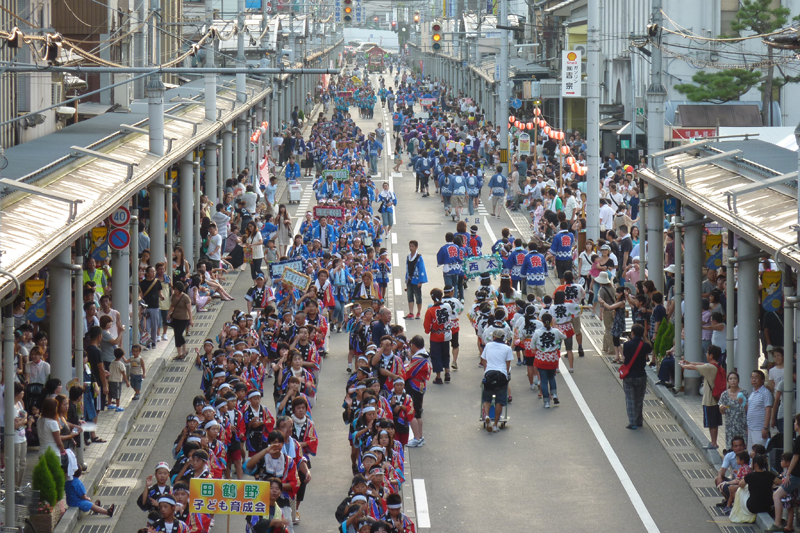
子供連による豊岡おどり

柳まつり（やなぎまつり）は、兵庫県豊岡市で毎年8月1日・2日に開催される例大祭。但馬三大祭りのひとつ。

## 概要
豊岡市の特産品である「柳行李（豊岡杞柳細工）・カバン（豊岡鞄）」の守護神として祀られる「柳の宮」神社の例大祭で、1935年（昭和10年）から続いている。例年約6万人の人出で賑わう但馬地域最大の夏祭りで、豊岡市の夏を彩る風物詩となっている

## 主な行事
小田井縣神社「柳の宮」神社において行われる柳の宮例大祭によって幕を開け、神輿の巡行、稚児行列が行われる。夕方からは大開通り（豊岡駅通商店街）で小人連・大人連（約2000人）による豊岡おどりが披露される。2日の夜には祭りのフィナーレとして、約2000発の花火が打ち上げられる。

## 主な開催場所
- 大開通り - 豊岡おどり、神輿の巡行、こうのとり音頭
  - 豊岡市役所前広場 - かばんノミの市
- 豊岡市中央公園
  - 豊岡市立総合体育館前広場 - ステージ・フィスティバル、花火大会
- カバンストリート、豊田商店街、寺町商店街 - 夜店